# Uvarovo
Huyện Uvarovo (tiếng Nga: ? райо́н) là một huyện hành chính tự quản (raion), của Tỉnh Tambov, Nga. Huyện có diện tích 32 km², dân số thời điểm ngày 1 tháng 1 năm 2000 là 32600 người. Trung tâm của huyện đóng ở Uvarovo.